# 3611-es mellékút (Magyarország)
A 3611-es számú mellékút egy valamivel kevesebb, mint 31 kilométeres hosszúságú, négy számjegyű mellékút Borsod-Abaúj-Zemplén vármegye délkeleti részén; Köröm községtől húzódik Tiszalúcon és Taktaharkányon át Szerencsig.

## Nyomvonala
A 3607-es útból ágazik ki, annak a 14+850-es kilométerszelvénye közelében, Köröm belterületének délkeleti részén, kelet-északkeleti irányban. Települési neve Béke utca, de kevesebb, mint 300 méter után kiér a lakott területről, viszont még sokáig a falu külterületei közt halad. 3,7 kilométer után éri el Köröm keleti határszélét, ahol északnyugatnak fordul, 4,1 kilométer után pedig egy újabb irányváltással visszatér a korábbi irányához; ugyanott elhalad Köröm, Girincs és Sajóhídvég hármashatára mellett, ami után e két utóbbi község határvonalát követi. E határvonalon húzódik még akkor is, amikor – az 5+450-es kilométerszelvénye táján – kiágazik belőle dél-délkelet felé a 3613-as út, mely Kesznyéten központjába vezet.
Nagyjából 6,5 kilométer teljesítése után éri el az út Tiszalúc határát, egy darabig ott is még a (Sajóhídvéggel közös) határvonalat kíséri, de 7,5 kilométer után már teljesen tiszalúci területen jár. 9,7 kilométer után éri el a belterület nyugati szélét, ahol Petőfi utca lesz a neve, majd a központban, 10,9 kilométer után egy elágazáshoz ér: északról a Hernádnémetitől idáig húzódó 3608-as út torkollik bele, a 3611-es pedig délkeletnek fordul, Széchenyi utca néven.
A 11+700-as kilométerszelvénye táján egy határozott irányváltással újra északkeletnek fordul és az Alkotmány utca nevet veszi fel. Ez utóbbi néven folytatódik egészen a belterület keleti széléig, amit körülbelül 14,4 kilométer után ér el, de közben, a 12+650-es kilométerszelvénye táján még kiágazik belőle délkelet felé a 3612-es út, amely Tiszadobon és Tiszalökön át egészen Nyíregyháza nyugati agglomerációjáig vezet. 14,5 kilométer után – szintben, nyílt vonali szakaszon – keresztezi a Budapest–Sátoraljaújhely-vasútvonalat, majd azzal párhuzamosan halad tovább északkelet felé és így is hagyja el Tiszalúc területét, nagyjából 15,3 kilométer után.
Taktaharkány a következő települése, melynek határai közé érve távolodni kezd a vasúttól, és egyben kissé északabbi irányt vesz. A 18+650-es kilométerszelvényénél beletorkollik nyugat-északnyugat felől a 3723-as út – mely Gesztely Újharangod nevű településrészéről húzódik idáig –, majd pár lépéssel arrébb el is éri a belterület délnyugati szélét, ahol Kazinczy utca lesz a neve. A település központjában ismét a vasút közelébe ér, elhalad annak Taktaharkány vasútállomása mellett, majd a 20. kilométere közelében átszeli a vágányokat. A síneken túl újra egy elágazáshoz ér, ahonnan többé-kevésbé északi irányban folytatódik, Dózsa György utca néven, s dél felől ugyanott beletorkollik a Tokajtól idáig húzódó 3621-es út.
Kevéssel ezután kilép Taktaharkány határai közül és Taktaszada területén folytatódik, de ott lakott helyeket alig érint; körülbelül 21,5 kilométer után újra keresztezi a vasutat, majd a 22+550-es kilométerszelvénye táján kiágazik belőle kelet felé a 36 104-es számú mellékút, mely e község központjába vezet.
23,5 kilométer után átlépi Bekecs határát, ott egészen északi irányba fordulva, majd 24,7 kilométer után keresztezi a 37-es főutat, annak a 22+800-as kilométerszelvénye táján. A kereszteződést elhagyva északkelet felé veszi az irányt, ott már Bekecs és Legyesbénye határát követve, ám utóbbi lakott területét alig érinti.
A 26+750-es kilométerszelvényétől Bekecs házai között húzódik Honvéd utca néven, és ezt a nevet viseli végig e településen, több mint 2 kilométeren át; közben a központban, a 27+650-es kilométerszelvénye táján beletorkollik északnyugat felől a 3702-es út, Gesztely-Megyaszó irányából. 28,9 kilométer után Szerencs házai közé ér (Bekecs és Szerencs belterülete itt szinte teljesen összenőtt egymással), a városban előbb a Bekecsi út, majd a Rákóczi utca nevet viseli. Utolsó szakaszán még kiágazik belőle a Rátka-Tállya felé vezető 3712-es út, és nem sokkal ezután véget is ér, Szerencs központjában, beletorkollva a 37-es főútba, annak a 28+450-es kilométerszelvénye közelében létesített körforgalmú csomópontjában. Egyenes folytatása a Mezőzombort kiszolgáló 3614-es út.
Teljes hossza, az országos közutak térképes nyilvántartását szolgáló kira.kozut.hu adatbázisa szerint 30,853 kilométer.

## Települések az út mentén
- Köröm
- (Girincs)
- (Sajóhídvég)
- Tiszalúc
- Taktaharkány
- (Taktaszada)
- Legyesbénye
- Bekecs
- Szerencs